# COINTELPRO
COINTELPRO (acronimo di Counter Intelligence Program, lett. "Programma di controspionaggio") era un programma di infiltrazione e controspionaggio interno dell'FBI, in parte illegale, attivo formalmente tra il 1956 e il 1971. Il programma prevedeva azioni di sorveglianza, infiltrazione, discredito e smantellamento nei confronti di organizzazioni politiche attive negli Stati Uniti.
Gli archivi dell'FBI confermano che obiettivi del programma erano sia gruppi che singole persone considerate "sovversive", tra i quali organizzazioni femministe, il Partito Comunista degli Stati Uniti d'America, gli oppositori alla guerra del Vietnam, attivisti dei movimenti per i diritti civili come Martin Luther King Jr. e diversi gruppi del Black power (come per esempio la Nation of Islam e il Black Panther Party), gruppi ambientalisti e animalisti, l'American Indian Movement (AIM) e altri movimenti indipendentisti (come il movimento portoricano degli Young Lords), tutta una serie di organizzazioni facenti capo in genere alla New Left e le organizzazioni suprematiste bianche come il Ku Klux Klan e il National States' Rights Party.

## Storia

La lettera anonima inviata dall'FBI a Martin Luther King Jr. per indurlo al suicidio

L'FBI ha sempre svolto operazioni segrete contro gruppi politici interni fin dalla sua fondazione; le operazioni nell'ambito del COINTELPRO si svolsero ufficialmente tra il 1956 e il 1971. Il programma COINTELPRO iniziò nell'agosto 1956 su iniziativa di J. Edgar Hoover con un obiettivo mirato a "incrementare la faziosità, provocare rotture e ottenere defezioni" all'interno del Partito Comunista degli Stati Uniti (CPUSA). Le tattiche prevedevano il ricorso a telefonate anonime, ispezioni da parte dell'Internal Revenue Service (IRS) e la creazione di documenti per dividere dall'interno il partito.
Un memorandum di Hoover dell'ottobre 1956 incluse nel COINTELPRO anche la sorveglianza dei leader afro-americani, peraltro già attiva, usando come giustificazione presunte infiltrazioni comuniste. Nello stesso anno, Hoover scrisse una lettera aperta in cui denunciava T.R.M. Howard, chirurgo e facoltoso imprenditore del Mississippi leader per i diritti civili che aveva criticato l'inerzia dell'FBI nelle indagini sui recenti omicidi di George W. Lee, Emmett Till e altri cittadini afroamericani negli stati del Sud. Quando nel 1957 venne fondata la Southern Christian Leadership Conference, l'FBI iniziò quasi immediatamente a sorvegliarne le attività ponendo particolare attenzione a Bayard Rustin, a Stanley Levison e infine a Martin Luther King.
Dopo la marcia su Washington per il lavoro e la libertà del 1963, Hoover evidenziò proprio King tra gli obiettivi principali del COINTELPRO. Su pressioni di Hoover, William C. Sullivan, capo del COINTELPRO, scrisse:
(Weiner, Enemies: A History of the FBI, p.235)
Poco dopo, l'FBI iniziò a piazzare in modo sistematico microfoni spia nell'abitazione e nelle stanze di albergo dove soggiornava King, in consapevolezza della sua crescente statura come leader principale del movimento per i diritti civili.
A metà degli anni sessanta, King cominciò a criticare pubblicamente l'FBI per l'attenzione insufficiente nei confronti dell'impiego del terrorismo da parte dei suprematisti bianchi. Hoover replicò definendo pubblicamente King come un "il più famigerato bugiardo degli Stati Uniti". Il giornalista del Washington Post Carl Rowan nel 1991 affermò nelle sue memorie che l'FBI inviò almeno una lettera anonima a King per indurlo a suicidarsi. Anche lo storico Taylor Branch documenta un anonimo "pacco suicidio" spedito dall'FBI il 21 novembre 1964, contenente registrazioni audio ottenute intercettando il telefono di King e dai microfoni spia posizionati nelle stanze dell'albergo nei due anni precedenti e creato due giorni dopo l'annuncio del Premio Nobel per la pace a Martin Luther King.
Il nastro, realizzato dal tecnico audio John Matter documentava una serie di indiscrezioni a sfondo sessuale unite a una lettera che recitava "C'è un'unica via di uscita per te. Faresti meglio a imboccarla prima che venga rivelato alla nazione quanto sei schifoso, anormale e fraudolento". In seguito venne fatto sapere a King che il nastro sarebbe stato consegnato ai mezzi di comunicazione se non avesse provveduto a suicidarsi prima di accettare il premio Nobel. Al rifiuto di King, il Direttore Associato dell'FBI Cartha D. DeLoach avviò una campagna mediatica distribuendo le registrazioni a diversi organi di informazione, tra cui Newsweek e Newsday, e ancora nel 1969 "gli sforzi [dell'FBI] per 'presentare negativamente' Martin Luther King Jr. non erano diminuiti nonostante fosse morto già da un anno. [L'FBI] fornì argomenti agli oppositori per attaccare il ricordo di King e (...) tentò di bloccare ogni sforzo di onorare il leader assassinato."
Nello stesso periodo il programma prese di mira anche Malcolm X. Sebbene un portavoce dell'FBI abbia negato qualsiasi coinvolgimento "diretto" nell'assassinio di Malcolm X nel 1965, è documentato che il Bureau si diede da fare per "allargare il solco" tra Malcolm X ed Elijah Muhammad tramite infiltrazioni e la "diffusione di dibattiti acrimoniosi all'interno dell'organizzazione", l'invenzione di voci e dicerie e altre tattiche mirate a inasprire le dispute interne che portarono alla fine all'omicidio di Malcolm X. L'FBI si era pesantemente infiltrato nell'Organization of Afro-American Unity di Malcolm X durante i suoi ultimi mesi di vita. Secondo la biografia Malcolm X: A Life of Reinvention di Manning Marable, vincitrice di un premio Pulitzer, la maggior parte degli uomini che progettarono l'uccisione di Malcolm X non vennero mai catturati e l'effettiva portata del coinvolgimento dell'FBI nella sua morte non è nota.
A fronte dei disordini urbani del luglio-agosto 1967, l'FBI diede vita all'operazione "COINTELPRO-BLACK HATE", focalizzata su Martin Luther King e sulla Southern Christian Leadership Conference nonché sullo Student Nonviolent Coordinating Committee (SNCC), il Revolutionary Action Movement (RAM), i Deacons for Defense and Justice, il Congress of Racial Equality (CORE) e la Nation of Islam. BLACK HATE organizzò il Ghetto Informant Program e diede mandato a 23 uffici dell'FBI di "distruggere, sviare, screditare o altrimenti neutralizzare le attività delle organizzazioni nere di odio nazionalista".
Un memorandum del marzo 1968 stabiliva che lo scopo del programma era "impedire la coalizione tra i gruppi nazionalisti neri militanti" e "l'avvento di un 'Messia' in grado di unificare (...) il movimento nazionalista nero", "identificare i possibili soggetti pericolosi e neutralizzarli prima che possano esercitare il loro potenziale di violenza [contro le autorità]", "impedire ai gruppi nazionalisti neri militanti e ai loro leader di guadagnare rispettabilità, gettando discredito su di essi (...) agli occhi sia della parte responsabile della comunità che dei progressisti simpatizzanti per loro" e "impedire nel lungo periodo la crescita delle organizzazioni nere militanti, specialmente tra i giovani". A Martin Luther King veniva attribuito il potenziale per diventare il "messia" se avesse rinunciato alla non-violenza e alla politica di integrazione, mentre a Stokely Carmichael veniva riconosciuto "il carisma necessario per essere una minaccia concreta in questo senso" venendo ritratto come una persona che aveva abbracciato una visione molto più militante del black power. L'FBI, pur essendo particolarmente concentrato sui leader e sugli organizzatori, non limitò il suo ambito solo a questo livello: anche singoli individui come gli autori di articoli erano elencati tra i destinatari dell'operazione.
Questo programma coincideva con un più vasto sforzo federale per preparare risposte militari in caso di guerriglia urbana ed ebbe quindi inizio una collaborazione crescente tra FBI, CIA, National Security Agency (NSA) e il Dipartimento della difesa. Nel 1967 la CIA avviò il proprio progetto di spionaggio interno denominato "Operazione Chaos". Un obiettivo speciale era la Poor People's Campaign, un tentativo organizzato a livello nazionale da Martin Luther King e dalla Southern Christian Leadership Conference per occupare pacificamente la capitale Washington. L'FBI sorvegliò e tentò di far fallire la campagna a livello nazionale, ricorrendo al contempo a livello locale a tattiche di tipo diffamatorio per indebolire il sostegno alla marcia. Anche le Pantere Nere erano tra gli obiettivi; in questo caso l'FBI operò per distruggere il movimento dal suo interno.
Nel complesso, COINTELPRO indirizzò tentativi di sabotaggio e di smembramento del Partito Socialista dei Lavoratori (1961), del Ku Klux Klan (1964), della Nation of Islam, delle Pantere Nere (1967) e dell'intero movimento politico-sociale della New Left, che comprendeva gruppi pacifisti e religiosi e varie comunità (1968). Un'indagine successiva condotta dalla Commissione Church del Senato stabilì che "il progetto COINTELPRO ebbe inizio nel 1956, in parte per la frustrazione nei confronti delle sentenze della Corte Suprema che limitavano i poteri governativi nel procedere apertamente contro i gruppi dissidenti". Commissioni ufficiali del Congresso e diverse sentenze giudiziarie hanno concluso che le operazioni di COINTELPRO contro i gruppi socialisti e comunisti hanno superato i limiti statutari delle attività dell'FBI e violato le garanzie costituzionali di libertà di espressione e di libertà di associazione.

### La rivelazione del programma all'opinione pubblica
L'operato del COINTELPRO rimase segreto fino al 1971, quando un'incursione di un gruppo autoproclamatosi "Citizens Committee to Investigate the FBI" ("Comitato di cittadini per investigare sull'FBI") in un ufficio dell'FBI stessa fece sì che numerosi documenti riservati arrivassero agli organi di stampa. L'incontro di pugilato del marzo 1971 tra Muhammad Ali e Joe Frazier, noto come Fight of the Century, fornì la copertura necessaria al gruppo per portare a termine la loro operazione; lo stesso Muhammad Ali era tenuto sotto sorveglianza dal COINTELPRO per i suoi legami con la Nation of Islam e il movimento pacifista. Inizialmente molti organi giornalistici rifiutarono di pubblicare tali informazioni. Prima della fine dell'anno, Hoover dichiarò la fine del COINTELPRO come organizzazione centralizzata, stabilendo che successive azioni di controspionaggio sarebbero state organizzate caso per caso.
Ulteriori documenti vennero alla luce nel corso di azioni giudiziarie separate contro l'FBI intentate dal corrispondente dell'NBC Carl Stern, dal Partito Socialista dei Lavoratori e da diversi altri gruppi. Nel 1976, la Commissione Selezionata di studio delle operazioni governative rispetto alle attività di spionaggio del Senato degli Stati Uniti, più comunemente nota come Commissione Church dal nome del suo presidente, il senatore dell'Idaho Frank Church, diede corso a un'indagine approfondita sull'FBI e sul COINTELPRO. Molti dei documenti pubblicati sono stati, in parte o del tutto, oscurati.
Il rapporto finale della Commissione condannò senza mezzi termini la condotta dei servizi segreti (COINTELPRO compreso) riguardo alle attività interne agli Stati Uniti:
Molte delle tecniche impiegate sarebbero intollerabili in una società democratica anche nel caso in cui tutti i soggetti spiati fossero stati coinvolti in attività violente, ma COINTELPRO è andato ben oltre tutto questo (...) l'FBI ha condotto un'operazione di vigilanza sofisticata finalizzata chiaramente a impedire l'esercizio dei diritti di libertà di espressione e di associazione stabiliti dal Primo emendamento, sulla base della teoria che impedire la crescita di gruppi pericolosi e la diffusione di idee pericolose serva a proteggere la sicurezza nazionale e come deterrente alla violenza.»
(Commissione Church, Rapporto finale)
La Commissione Church ha documentato la storia di una repressione politica esercitata dall'FBI fin dalla prima guerra mondiale e attraverso gli anni venti, quando gli agenti erano incaricati di scovare "anarchici, comunisti, socialisti, riformisti e rivoluzionari" per deportarli. Le operazioni interne contro gruppi politici e pacifisti aumentarono tra il 1936 e il 1976.

## Finalità
Le finalità del programma COINTELPRO erano "screditare, smantellare, fuorviare o altrimenti neutralizzare" i gruppi ritenuti "sovversivi" dagli agenti dell'FBI addestrando gli agenti operativi per:
1. Creare un'immagine pubblica negativa dei gruppi individuati come obiettivo, tenendo sotto controllo gli attivisti e poi diffondendo al pubblico informazioni screditanti di carattere personale
2. Provocare lo smembramento o la dissoluzione delle organizzazioni creando ad arte conflitti, infiltrando agenti per inasprire le tensioni razziali o inviando lettere anonime finalizzate allo scopo
3. Creare divisioni spargendo voci che altri gruppi stavano sottraendo denaro o risorse economiche
4. Limitare l'accesso ai fondi pubblici esercitando pressioni sulle organizzazioni senza scopo di lucro per tagliare finanziamenti o sostegni materiali
5. Limitare la capacità di organizzare proteste
6. Limitare la capacità dei singoli individui a partecipare nelle attività dei gruppi tramite omicidi di figure chiave, arresti ingiustificati, sorveglianza continua

## Gruppi e movimenti obiettivo del programma
All'atto della sua istituzione, l'obiettivo principale del programma era il Partito Comunista. Secondo la Commissione Church il programma risultò molto più esteso:
L'imprecisione nella scelta degli obiettivi è dimostrata dall'incapacità dell'FBI di definire i soggetti dei suoi programmi. Il programma "Black Nationalist", secondo il suo supervisore, comprendeva "un gran numero di organizzazioni che oggi non si caratterizzerebbero come nazionaliste nere ma che erano di fatto costituite essenzialmente da neri. Così, la non violenta Southern Christian Leadership Conference fu etichetta come un "gruppo di odio nazionalista nero".
Inoltre, gli obiettivi effettivi venivano scelti da un bacino ben più ampio di quanto i titoli dei programmi indicassero. Il programma CPUSA non aveva tra i suoi obiettivi solo i membri del Partito Comunista, ma anche gli sponsor del National Committee to Abolish the House Un-American Activities Committee e i leader per i diritti civili considerati sotto l'influenza del comunismo o ritenuti non sufficientemente "anti-comunisti". Il programma "Socialist Workers Party" comprendeva anche sponsor estranei al partito ma che avevano sostenuto manifestazioni pacifiste co-sponsorizzate dal Partito Socialista dei Lavoratori o dalla sua sezione giovanile, la Young Socialist Alliance. Il programma "Black Nationalist" comprendeva un ventaglio di organizzazioni che spaziava dalle Pantere Nere all'SNCC fino alla pacifica Southern Christian Leadership Conference e includeva ogni organizzazione studentesca nera e molti altri gruppi di studenti di colore. Gli obiettivi del "New Left" andavano dagli Sutdents for a Democratic Society al Comitato Interuniversitario per il Dibattito sulla politica estera, dall'Antioch College ("avanguardia della New Left") fino all'Università Libera del New Mexico e altre scuole "alternative", dalle pubblicazioni underground agli studenti che protestavano contro la censura universitaria di una rivista studentesca esibendo cartelli con parolacce.»
(Commissione Church)
Il rapporto della Commissione Church elenca una serie di esempi di richieste di sorveglianza, legale e no, da parte di tutti i presidenti da Franklin Delano Roosevelt a Richard Nixon:
- Franklin Delano Roosevelt (1933–1945) chiese all'FBI di schedare i nomi dei cittadini che inviavano alla Casa Bianca telegrammi di opposizione alla sua politica di "difesa nazionale" e a sostegno del colonnello Charles Lindbergh.
- Harry Truman (1945–1953) ricevette l'informazione interna sugli sforzi di un ex assistente di Roosevelt per influenzare nomine, piani di negoziazione coi sindacati e pubblicazioni giornalistiche.
- Dwight D. Eisenhower (1953–1961) ricevette rapporti su contatti puramente politici e sociali con ufficiali stranieri da parte di Bernard Baruch, Eleanor Roosevelt e del giudice della Corte Suprema William O. Douglas.
- L'amministrazione Kennedy (1961–1963) ricevette le intercettazioni telefoniche dell'FBI su un membro esecutivo del Congresso, tre alti funzionari, un lobbista e uno studio legale di Washington. Il procuratore generale Robert F. Kennedy ricevette i risultati di un'intercettazione telefonica dell'FBI su Martin Luther King e di una microspia elettronica su un membro del Congresso, entrambe contenenti informazioni di natura politica.
- Lyndon Johnson (1963–1969) chiese all'FBI di "controllare i nomi" dei suoi critici e dei membri dello staff del suo avversario alle elezioni del 1964, il senatore Barry Goldwater. Johnson chiese anche lo spionaggio politico dei suoi oppositori al Senato e ricevette esaurienti rapporti dalla sorveglianza elettronica delle attività politiche della Convenzione Democratica del 1964.
- Richard M. Nixon (1969–1974) autorizzò un programma di intercettazioni telefoniche per la Casa Bianca che produssero solo informazioni politiche o personali non collegate alla sicurezza nazionale, comprese informazioni relative a un giudice della Corte Suprema.

Fra i gruppi riconosciuti come obiettivo di sorveglianza del COINTELPRO vi sono:

- Organizzazioni comuniste e socialiste
- Organizzazioni e singoli individui del movimento per i diritti civili, tra cui Martin Luther King Jr. e altri collegati alla Southern Christian Leadership Conference, al National Association for the Advancement of Colored People, al Congress of Racial Equality e altre organizzazioni per i diritti civili
- Gruppi nazionalisti neri
- Gli Young Lords (indipendentisti portoricani)
- L'American Indian Movement
- Gruppi suprematisti bianchi, tra cui il Ku Klux Klan
- Il National States' Rights Party
- Un ampio numero di organizzazioni catalogate "New Left", tra cui Students for a Democratic Society e Weather Underground
- Quasi tutti i gruppi contrari alla Guerra del Vietnam, compresi studenti e dimostranti individuali non legati ad alcun gruppo
- La National Lawyers Guild
- Organizzazioni e singoli associati al movimento femminista
- Gruppi nazionalisti o indipendentisti (Portorico, Irlanda unita) e movimenti di cubani in esilio, tra cui il Cuban Power di Orlando Bosch e il Cuban Nationalist Movement;
- Una serie di personalità di spicco

Le azioni del COINTELPRO indirizzavano diversi gruppi insieme, operando dall'interno per creare spaccature. Tramite l'invio di lettere false a nome dei membri dei partiti, l'FBI faceva in modo che i gruppi rimanessero divisi. Ad esempio, venne organizzata una campagna specifica per allontanare le Pantere Nere dai Mau Maus, dagli Young Lords, dagli Young Patriots e dagli Students for a Democratic Society. Questi gruppi avevano costituito una serie di alleanze, in parte grazie a leader carismatici come Fred Hampton con i suoi tentativi di dar vita a una "Coalizione arcobaleno" (Rainbow Coalition). Era cura dell'FBI assicurarsi che tali gruppi non aumentassero i consensi tramite l'azione unitaria, soprattutto di tipo inter-razziale; uno dei metodi usati a tale scopo consisteva nel creare sospetti reciproci, secondo l'approccio divide et impera.
Dai documenti del COINTELPRO emergono numerosi casi dell'intenzione dell'FBI di impedire e far cessare le proteste contro la guerra del Vietnam, ricorrendo a diverse tecniche, che comprendevano "le spinte a dividere le forze pacifiste, incoraggiando le accuse di simpatie comuniste e sostenendo il ricorso al confronto violento come alternativa alle pacifiche dimostrazioni di massa". Un'operazione COINTELPRO del 1966 tentò di spingere il Partito Socialista dei Lavoratori a ritirare il suo sostegno ai movimenti contrari alla guerra.
L'FBI ha dichiarato di non intraprendere più operazioni COINTELPRO o di tipo analogo. Tuttavia, vi sono state critiche secondo le quali alcuni programmi dell'FBI contro gruppi come il Comitato di solidarietà con il popolo di El Salvador, l'American Indian Movement, Earth First!, e il movimento anti-globalizzazione seguono lo spirito del COINTELPRO.

## Metodologie
Secondo quanto riporta il procuratore Brian Glick nel suo libro War at Home, durante il COINTELPRO l'FBI utilizzò principalmente cinque tecniche:
1. Infiltrazioni: gli agenti e gli informatori non si limitavano all'attività di spionaggio; il loro compito principale era creare discredito, divisioni e influenzare le azioni in senso negativo. La loro stessa presenza aveva lo scopo di sminuire la fiducia e spaventare potenziali sostenitori; l'FBI e la polizia sfruttavano poi queste paure per accusare attivisti sinceri di essere agenti infiltrati.
2. Guerriglia psicologica: L'FBI e la polizia usavano molti "sporchi trucchi" per indebolire i movimenti progressisti: costruendo false storie per i media, pubblicando falsi bollettini e volantini a nome dei gruppi, manipolando la corrispondenza, ricorrendo anche a lettere e telefonate anonime. Lo scopo era diffondere informazioni false in merito a incontri ed eventi, costituire pseudo-gruppi controllati in realtà dagli agenti governativi e manipolare o armare genitori, impiegati, proprietari dei locali, insegnanti e personale scolastico e altri in modo da creare problemi agli attivisti. Venivano utilizzate anche tecniche di fabbricazione di calunnie e prove false contro specifici attivisti, che portarono in qualche caso a conseguenze letali.[42]
3. Persecuzione per vie legali: l'FBI e la polizia abusavano del sistema legale per perseguitare i dissidenti e farli apparire come criminali. Gli agenti ricorrevano a false testimonianze e a prove manipolate o fabbricate di proposito per fornire il pretesto per arresti e imprigionamenti ingiustificati. Facevano inoltre appiglio in modo discriminatorio alle leggi fiscali e ad altri regolamenti governativi, ricorrendo in modo massiccio a colloqui "investigativi" di sorveglianza e convocazioni da parte dei grand jury per intimidire gli attivisti e indurre al silenzio i sostenitori.[46][47]
4. Ricorso illegale alla forza: l'FBI cospirava con i dipartimenti locali di polizia per tenere sotto minaccia i dissidenti, commettere illegalmente irruzioni nelle loro case, compiere atti di vandalismo, aggressione, pestaggi e anche omicidi come nel caso del portavoce nazionale della Pantere Nere Fred Hampton.[46][48][49][50][51] L'obiettivo era spaventare o eliminare i dissidenti e smantellare i loro gruppi.
5. Condizionamento negativo dell'opinione pubblica: una delle tecniche primarie usate dall'FBI consisteva nel tentare di rovinare la reputazione di gruppi e singoli individui per delegittimarli. Hoover ideò programmi specifici mirati a impedire ai leader di "diffondere la loro filosofia in pubblico o tramite i mezzi di comunicazione". Inoltre, venivano creati o controllati mezzi di comunicazione negativi per screditare le organizzazioni afro-americane; per esempio, l'FBI supervisionò la realizzazione di "documentari" abilmente manipolati in modo da presentare le Pantere Nere come gruppo violento nonché di giornali di false notizie che diffondevano calunnie sui membri dei vari gruppi o partiti. L'abilità dell'FBI nel creare sfiducia sia all'interno delle singole organizzazioni, sia tra le varie organizzazioni rovinò la loro immagine pubblica e indebolì i tentativi di azioni unitarie nonché il sostegno da parte della pubblica opinione.[27]